# Беннетт, Крис
Кристофер Беннетт (англ. Christopher Bennett; род. 17 декабря 1989, Глазго) — британский легкоатлет, специалист по метанию молота. Выступает за сборные Шотландии и Великобритании по лёгкой атлетике с 2014 года, победитель и призёр первенств национального значения, участник летних Олимпийских игр в Рио-де-Жанейро.

## Биография
Крис Беннетт родился 17 декабря 1989 года в Глазго, Шотландия.
Впервые заявил о себе в лёгкой атлетике на международном уровне в сезоне 2014 года, когда вошёл в состав шотландской сборной и выступил на домашних Играх Содружества в Глазго, где в зачёте метания молота занял итоговое 12-е место.
В 2015 году в той же дисциплине выиграл бронзовую медаль на чемпионате Великобритании в Бирмингеме.
На чемпионате Великобритании 2016 года превзошёл всех соперников и завоевал золото, тогда как на соревнованиях в Будапеште установил свой личный рекорд — 76,45 метра. На последовавшем чемпионате Европы в Амстердаме закрыл десятку сильнейших. Выполнив олимпийский квалификационный норматив, удостоился права защищать честь страны на летних Олимпийских играх в Рио-де-Жанейро — в программе метания молота на предварительном квалификационном этапе показал результат 71,32 метра, чего оказалось недостаточно для выхода в финал.
После Олимпиады в Рио Беннетт остался действующим спортсменом на ещё один олимпийский цикл и продолжил принимать участие в крупнейших международных стартах. Так, в 2017 году он отметился выступлением на чемпионате мира в Лондоне, где метнул молот на 72,05 метра и в финал не вышел.
В 2018 году занял десятое место на Играх Содружества в Голд-Косте, стал серебряным призёром чемпионата Великобритании, выступил на чемпионате Европы в Берлине.
На чемпионате Великобритании 2020 года в Манчестере получил серебро.
В 2021 году вновь стал серебряным призёром национального чемпионата, показал второй результат на Кубке Европы по метаниям в Сплите, был четвёртым в Суперлиге командного чемпионата Европы в Хожуве.